# Xenochrophis asperrimus
Xenochrophis asperrimus  (лат.) — неядовитая змея семейства ужеобразных. Эндемик острова Шри-Ланка.

## Описание
Общая длина достигает 40—70 см. Наблюдается половой диморфизм — самки крупнее самцов. Голова немного вытянутая, немного сжатая с боков. Глаза с круглыми зрачками. Ноздри узкие, направленные немного вверх. Туловище стройное. Хвост длинный. Чешуя сильно килеватая в 19 рядов. Брюшных щитков 131—146, подхвостовых — 73—93 (неразделенных).
Голова тёмного цвета с 2 чёрными полосами за глазами. Спина оливково-коричневой окраски. Передняя половина тела имеет 20—32 чётких крупных чёрных пятен или поперечных полос. Брюхо белого цвета.

## Образ жизни
Любит затопленные рисовые поля, места возле прудов, озёр, болот и рек. Встречается на высоте до 1000 м над уровнем моря. Активен днём, иногда ночью. Очень агрессивная змея. Питается рыбой и лягушками.
Это яйцекладущая змея. Самка в сентябре—октябре откладывает от 4 до 30 яиц. Молодые ужи появляются через 55—67 дней длиной 10 см.